# Liszka József
Liszka József (Köbölkút, 1956. április 6. –) szlovákiai magyar néprajzkutató, többek között az interetnikus kapcsolatok és a szakrális kisemlékek kutatója.

## Élete
Az érsekújvári gimnázium magyar tagozatán érettségizett 1975-ben. Egyetemi tanulmányait régészet és néprajz szakon a budapesti Eötvös Loránd Tudományegyetemen 1975–1980 között végezte. Ugyanott néprajz szakon szerzett kisdoktori fokozatot 1985-ben, doktorit 2003-ban, majd 2008-ban habilitált.
Az Alexander von Humboldt Alapítvány kutatói ösztöndíjával egy évet a müncheni, fél évet pedig a marburgi (1996–1997), valamint a passaui egyetemen töltött (2003).
1980–1991 között az Érsekújvári Járási Múzeum (ma Thain János Múzeum) régész, 1991–1996 között pedig a Duna Menti Múzeum etnológus munkatársa volt. 1997 óta a Fórum Kisebbségkutató Intézet komáromi Etnológiai Központjának igazgatója. 2004–2006 között a nyitrai Konstantin Filozófus Egyetem Közép-európai Tanulmányok Karán oktatott, 2006 óta a Selye János Egyetem Tanárképző Karán tanít. Jelenleg Keszegfalván él.
1989-ben megalakította a Csehszlovákiai Magyar Néprajzi Társaságot (ma: Szlovákiai Magyar Néprajzi Társaság), annak 1997-ig első elnöke. Szerkesztette tájékoztatóját, a Hírharangot és könyvsorozatát, a Népismereti Könyvtárat. Nevéhez kötődik a Fórum Kisebbségkutató Intézet által kiadott Interethnica, Notitia Historico-Ethnologica és a Lokális és Regionális Monográfiák könyvsorozat, valamint szerkesztője az Etnológiai Központ évkönyvének, az Acta Ethnologica Danubianának.

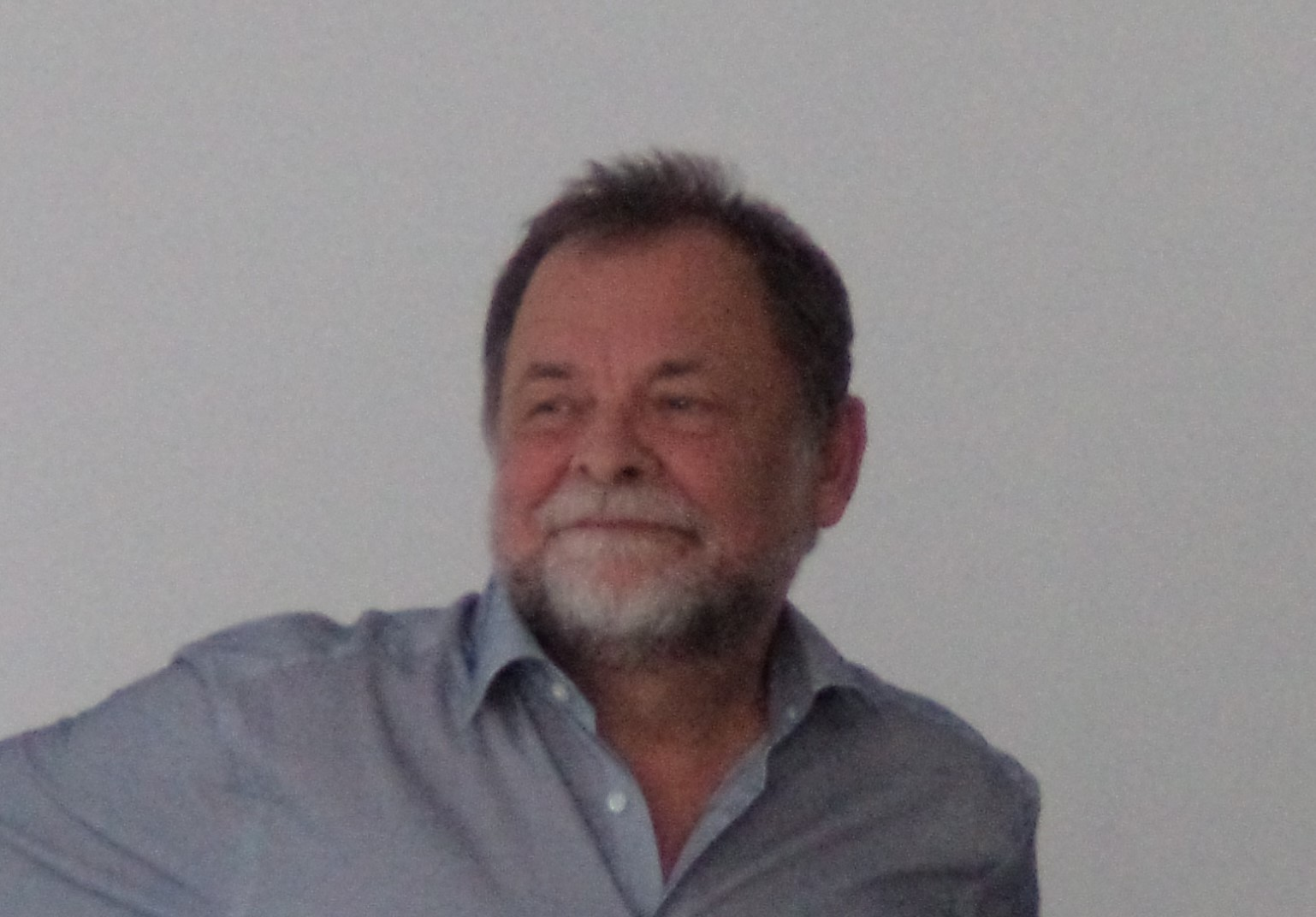
2019-ben

Számos tudományos társaság, többek között a Nemzetközi Magyarságtudományi Társaság (1982-től), a Szlovák Néprajzi Társaság (1984-től), a Magyar Néprajzi Társaság (1982–től, 1994-től pedig külföldi tiszteleti tagja), a Magyar Szemiotikai Társaság munkabizottságának és a Magyar Tudományos Akadémia Külföldi Tudományos Bizottságának tagja. Egyben több folyóirat szerkesztőségi tagja is: Zborník Slovenského národného múzea – Etnografia (1988–1992), Néprajzi Látóhatár (1989-től), Fórum Társadalomtudományi Szemle (1999-től), Acta Ethnographica Hungarica (2000-től), Finnisch-ugrische Forschungen (2002-től), Ethnographia (2007-től), Eruditio – Educatio.

## Kitüntetései
- Jankó János-díj (1988)
- A Szlovák Néprajzi Társaság Nívódíja (1988)
- Komárom Polgármestere Díj (1994)
- Bibliotheca Hungarica Díj (1995)
- Fábry-díj (1997)
- Nyitott Európáért díj (1999)
- Jedlik Ányos Díj (2002)
- Szlovákia Néprajzi Társasága díja a tudományszervezésért (2003)
- Posonium irodalmi díj (2003)
- A Magyar Tudományos Akadémia Arany János-díja (2005)[3]
- Pro Ethnographia Minoritatum emlékérem (2016)[4]
- Györffy István-emlékérem (2018)[5]
- Turczel Lajos-díj (2018)[6]

## Válogatás műveiből
- 1985 Újabb régészeti adatok Érsekújvár környékének kora középkori településtörténetéhez. In: Új Mindenes Gyűjtemény 4. Bratislava, 7-36.
- 1986/1992/1995/2002 Ágas-bogas fa. Néprajzi ismeretek alapfokon. Bratislava/Dunaszerdahely.
- 1988 A szlovákiai magyar nemzetiség etnográfiai és folklorisztikai bibliográfiája. A 19. század elejétől 1986 végéig. Bratislava.
- 1990 Magyar néprajzi kutatások Szlovákiában. 1918–1938. Bratislava.
- 1992 Népi építkezés az érsekújvári járás területén. Nové Zámky–Érsekújvár. (tsz. Gudmon Ilona)
- 1992 Ľudová architektúra v okrese Nové Zámky. Nové Zámky. (tsz. Gudmon Ilona)
- 1992 Fejezetek a szlovákiai Kisalföld néprajzából. Budapest
- 1994 Őrei a múltnak. Vidéki múzeumok, tájházak, néprajzi gyűjtemények Dél-Szlovákiában. Dunaszerdahely.
- 1994 Ne csak szeresd, ismerd is szülőföldedet. Dolgozatok Kürt község néprajzából. Kürt.
- 1995 „Szent képek tisztelete”. Dolgozatok a vallási néprajz köréből. Dunaszerdahely. (Fejezetek a szlovákiai Kisalföld néprajzából 2.)
- 1995 A szlovákiai Kisalföld néprajzának válogatott bibliográfiája. Komárom.
- 1998 „Tudománynak kezdetiről”. Magyar néprajzkutatóként Szlovákiában 1979–1998. Budapest–Dunaszerdahely.
- 2000 Állíttatott keresztínyi buzgóságbul‚ Tanulmányok a szlovákiai Kisalföld szakrális kisemlékeiről. Dunaszerdahely.
- 2002 A szlovákiai magyarok néprajza. Budapest–Dunaszerdahely.
- 2003 Zwischen den Karpaten und der Ungarischen Tiefebene. Volkskunde der Ungarn in der Slowakei. Passau. (Passauer Studien zur Volkskunde 22.)
- 2003 Národopis Maďarov na Slovensku. Komárno–Dunajská Streda. (Interethnica 5.)
- 2005 Két Duna keríti‚ Tanulmányok a Csallóköz néprajzához. Pozsony. (Csallóközi Kiskönyvtár)
- 2006 Bevezetés a néprajzba. A magyar néprajz/európai etnológia alapjai. Dunaszerdahely. ISBN 80-8062-313-9
- 2006 Szakrális kisemlékeink. Somorja. (Jelek a térben 1., tsz. L. Juhász Ilona)
- 2006 Termékeny homályban. Egy néprajzkutató töprengései. Napló-jegyzetek: 1976–1995. Dunaszerdahely.
- 2007 És az ige testté lőn‚ Karácsonyi motívumok kis szentképeken. Dunaszerdahely. ISBN 978-80-8062-339-5
- 2007 Úton lenni. Egy néprajzkutató töprengései. Napló-jegyzetek: 1996-2000. Dunaszerdahely. ISBN 978-80-8062-353-1
- 2010 Kürt egének tündöklő csillaga. Emlékkönyv Danczi József Villebald OSB születésének 100. évfordulója alkalmából. Komárom–Somorja. ISBN 978-80-89249-41-1
- 2010 Populáris kultúra. Somorja. ISBN 978-80-89249-49-7 (Magyarok Szlovákiában 6.)
- 2011 Bevezetés a folklorisztikába. Szöveges folklór. Dunaszerdahely. ISBN 978-80-8062-443-9
- Szent Háromság egy Isten dicsőségére... A Szentháromság kultusza a szlovákiai Kisalföld népi vallásosságában a szakrális kisemlékek tükrében; Fórum Kisebbségkutató Intézet–Etnológiai Központ, Somorja, 2015
- Határvidékek. Határok és határtalanságok az összehasonlító folklorisztika és etnológia szempontjából; Fórum Kisebbségkutató Intézet–Etnológiai Központ, Somorja, 2016
- A „leghíresebb cseh” térhódítása: Nepomuki Szent János szlovákiai köztéri plasztikái a változások tükrében.  Fórum Társadalomtudományi Szemle,  XXIII. évf.  3. sz. (2021)   3–20. o.
- Monumentumok. Szakrális (és „szakrális”) kisemlékek a Kárpát-medencében. Forma, terminológia, funkció. Komárom: Fórum Kisebbségkutató Intézet; Somorja: Etnológiai Központ. 2021 [!2022].